# Volta a Portugal - Lista de vencedores do Prémio da Montanha
Lista dos vencedores do Prémio da Montanha da Volta a Portugal em Bicicleta.

## Lista de Vencedores
| Edição                                                             | Ano  | Vencedor             | Equipa                         | ref   |
| ------------------------------------------------------------------ | ---- | -------------------- | ------------------------------ | ----- |
| 71                                                                 | 2023 | César Fonte          | Rádio Popular/Paredes/Boavista |       |
| 70                                                                 | 2022 | Frederico Figueiredo | Glassdrive-Q8-Anicolor         | [ 1 ] |
| 69                                                                 | 2021 | Bruno Silva          | LA Alumínios–LA Sport          | [ 2 ] |
| Esp                                                                | 2020 | Hugo Nunes           | Rádio Popular-Boavista         | [ 3 ] |
| 68                                                                 | 2019 | Luís Gomes           | RP-Boavista                    | [ 4 ] |
| 67                                                                 | 2018 | Jóni Brandão         | W52–FC Porto                   | [ 5 ] |
| 66                                                                 | 2017 | Amaro Antunes        | W52–FC Porto–Mestre da Cor     |       |
| 65                                                                 | 2016 | Ramiro Rincón        | Funvic Soul Cycles–Carrefour   |       |
| 64                                                                 | 2015 | Bruno Silva          | LA Alumínios-Antarte           |       |
| 63                                                                 | 2014 | António Carvalho     | LA Alumínios-Antarte           |       |
| 62                                                                 | 2013 | Márcio Barbosa       | LA Alumínios-Antarte           |       |
| 61                                                                 | 2012 | Rui Sousa            | Efapel-Glassdrive              |       |
| 60                                                                 | 2011 | Fabricio Ferrari     | Caja Rural                     |       |
| 59                                                                 | 2010 | David Blanco         | Palmeiras Resort-Prio          |       |
| 58                                                                 | 2009 | Sergio Sousa         | Madeinox-Boavista              |       |
| 57                                                                 | 2008 | Rui Sousa            | Liberty Seguros                |       |
| 56                                                                 | 2007 | André Cardoso        | Fercase-Rota dos Móveis        |       |
| 55                                                                 | 2006 | Ricardo Mestre       | Duja-Tavira                    |       |
| 54                                                                 | 2005 | Krasimir Vasilev     | Duja-Tavira                    |       |
| 53                                                                 | 2004 | David Arroyo         | LA Aluminios-Pecol-Bombarral   |       |
| 52                                                                 | 2003 | Rui Lavarinhas       | Milaneza-MSS                   |       |
| 51                                                                 | 2002 | Gonçalo Amorim       | Milaneza-MSS                   |       |
| 50                                                                 | 2001 | Pedro Martins        | Gresco-Tavira                  |       |
| 49                                                                 | 2000 | Felix Cardenas       | Kelme/Costa Blanca             |       |
| 48                                                                 | 1999 | Pedro Cardoso        | Maia-CIN                       |       |
| 47                                                                 | 1998 | Paolo Lanfranchi     | Mapei/Bricobi                  |       |
| 46                                                                 | 1997 | Michelle Laddomadia  | Amore e Vita                   |       |
| 45                                                                 | 1996 | Carlos Teixeira      | Recer-Boavista                 |       |
| 44                                                                 | 1995 | Delmino Pereira      | Recer-Boavista                 |       |
| 43                                                                 | 1994 | Carlos Pinho         | Sicasal-Acral                  |       |
| 42                                                                 | 1993 | Carlos Pinho         | Sicasal-Acral                  |       |
| 41                                                                 | 1992 | Joaquim Gomes        | Recer-Boavista                 |       |
| 40                                                                 | 1991 | Edgar Corredor       | Sicasal-Acral                  |       |
| 39                                                                 | 1990 | José Santiago        | Recer-Boavista                 |       |
| 38                                                                 | 1989 | José Santiago        | Boavista-Sarcol                |       |
| 37                                                                 | 1988 | José Santiago        | Boavista-Sarcol                |       |
| 36                                                                 | 1987 | José Santiago        | Boavista-Sportlis              |       |
| 35                                                                 | 1986 | Fernando Carvalho    | Lousa/Trinaranjus/Akai         |       |
| 34                                                                 | 1985 | José Santiago        | Selecção do Norte/Altis        |       |
| 33                                                                 | 1984 | Manuel Cunha         | AD Ovarense/Herculano          |       |
| 32                                                                 | 1983 | Venceslau Fernandes  | Rodovil/Ajacto                 |       |
| 31                                                                 | 1982 | António Fernandes    | Rodovil/Isuzu                  |       |
| 30                                                                 | 1981 | Jacinto Paulinho     | Campiense/Belarus              |       |
| 29                                                                 | 1980 | Floriano Mendes      | Sangalhos/Vinho da Bairrada    |       |
| 28                                                                 | 1979 | Venceslau Fernandes  | FC Porto/UBP                   |       |
| 27                                                                 | 1978 | Firmino Bernardino   | Lousa/Trinaranjus              |       |
| 26                                                                 | 1977 | Joaquim Andrade      | SC Coimbrões/Arbo              |       |
| 25                                                                 | 1976 | Luís Teixeira        | Coelima                        |       |
| Em 1975 não houve Volta devido ao processo revolucionário em curso |      |                      |                                |       |
| 24                                                                 | 1974 | Joaquim Leite        | SL Benfica                     |       |
| 23                                                                 | 1973 | José-Luís Abilleira  | Caves Messias                  |       |
| 22                                                                 | 1972 | José-Luís Abilleira  | Caves Messias                  |       |
| 21                                                                 | 1971 | Joaquim Agostinho    | Sporting CP                    |       |
| 20                                                                 | 1970 | Firmino Bernardino   | Sporting CP                    |       |
| 19                                                                 | 1969 | Joaquim Andrade      | Sangalhos                      |       |
| 18                                                                 | 1968 | Leonel Moreira       | Sporting CP                    |       |
| 17                                                                 | 1967 | Leonel Miranda       | Sporting CP                    |       |
| 16                                                                 | 1966 | Sérgio Páscoa        | Ginásio de Tavira              |       |
| 15                                                                 | 1965 | Leonel Moreira       | Sporting CP                    |       |
| 14                                                                 | 1964 | Sérgio Páscoa        | Sporting CP                    |       |
| 13                                                                 | 1963 | João Peixoto Alves   | SL Benfica                     |       |
| 12                                                                 | 1962 | Mário Silva          | FC Porto                       |       |
| 11                                                                 | 1961 | Carlos Carvalho      | FC Porto                       |       |
| 10                                                                 | 1960 | Carlos Carvalho      | FC Porto                       |       |
| Em 1958 e 1959 não houve Prémio Montanha                           |      |                      |                                |       |
| 9                                                                  | 1957 | Ribeiro da Silva     | Académico do Porto             |       |
| 8                                                                  | 1956 | Alves Barbosa        | Sangalhos                      |       |
| 7                                                                  | 1955 | Carlos Carvalho      | FC Porto                       |       |
| De 1953 a 1954 não houve Volta                                     |      |                      |                                |       |
| 6                                                                  | 1952 | Manolo Rodriguez     | Sangalhos                      |       |
| 5                                                                  | 1951 | Emilio Rodriguez     | Sangalhos                      |       |
| 4                                                                  | 1950 | Dalmácio Langarica   | Académico do Porto             |       |
| 3                                                                  | 1949 | João Rebelo          | SL Benfica                     |       |
| Em 1948 não houve Prémio Montanha                                  |      |                      |                                |       |
| 2                                                                  | 1947 | Fernando Moreira     | FC Porto                       |       |
| De 1936 a 1946 não houve Prémio Montanha                           |      |                      |                                |       |
| 1                                                                  | 1935 | Filipe Melo          | Carcavelos                     |       |

## Títulos por equipa
| 11 títulos - Boavista 6 títulos - FC Porto - Sporting CP 5 títulos - Sangalhos - Clube de Ciclismo de Paredes/LA Alumínios 4 títulos - Tavira | 3 títulos - Maia - SL Benfica - Sicasal-Acral 2 títulos - LA Pecol/Liberty Seguros - Académico do Porto - Lousa/Trinaranjus - Rodovil - Caves Messias - União Ciclista de Sobrado (W52–FC Porto–Mestre da Cor/W52–FC Porto) - Efapel-Glassdrive/Glassdrive-Q8-Anicolor | 1 título - Selecção do Norte/Altis - Mapei/Bricobi - Kelme/Costa Blanca - Ginásio de Tavira - Coelima - Caja Rural - Carcavelos - Campiense/Belarus - Amore e Vita - SC Coimbrões/Arbo - AD Ovarense/Herculano - Funvic Soul Cycles–Carrefour |